# Anibal Teodorescu
Anibal Teodorescu (n. 21 februarie 1881, Câmpineanca, România – d. 29 august 1971, București, România) a fost un jurist român, membru corespondent (1945) al Academiei Române.
A fost profesor, deputat de Ilfov și primar general al municipiului București în perioada aprilie 1926 – iulie 1927.

## Decorații
- Semnul Onorific „Răsplata Muncii pentru 25 ani în Serviciul Statului” (13 octombrie 1941)[2]
- Ordinul „Meritul Cultural”, în gradul de Cavaler clasa I, pentru școală (1 februarie 1943)[3]
- titlul de „Profesor Emerit al Republicii Populare Romîne” (13 octombrie 1964) „cu prilejul aniversarii a 100 de ani de la înființarea Universității din București, pentru activitate îndelungată, contribuție în dezvoltarea științei și merite deosebite în dezvoltarea învățămîntului superior”[4]